# Peter Schmidlin
Peter Schmidlin (* 28. Dezember 1947 in Riehen; † 25. Mai 2015) war ein Schweizer Jazzmusiker und -produzent. Neben Daniel Humair und Pierre Favre galt er als einer der international reputierten Schlagzeuger aus der Schweiz. Seit 1991 leitete er das Jazzlabel TCB.

## Leben und Wirken
Schmidlin begann 1961 als 14-Jähriger das Schlagzeugspiel als Autodidakt. 1963 gewann er als 16-Jähriger den Preis als bester Schlagzeuger beim Internationalen Jazzfestival in Zürich in Zürich. Er begann 1965 eine Karriere als professioneller Musiker und spielte erstmals mit amerikanischen Jazzmusikern wie Buck Clayton, Sir Charles Thompson jr., Don Byas, Helen Humes und Bob Carter. In den nächsten Jahren nahm er an verschiedenen Jazzfestivals in Europa teil. Zwischen 1971 und 1983 war er festes Mitglied des Jazz-live Trios von Radio Zürich. Er nahm an über 100 Livekonzerten im Radio Studio Zürich teil mit Musikern wie Johnny Griffin, Dexter Gordon, Franco Ambrosetti, George Gruntz, Benny Bailey, Gunther Schuller, Art Farmer, Sahib Shihab, Slide Hampton, Jiggs Whigham, Lee Konitz, Kai Winding, Albert Mangelsdorff, Ferdinand Povel, Volker Kriegel, Karlhanns Berger, Enrico Rava, Horace Parlan, Tony Scott, Idrees Sulieman, Clifford Jordan oder Eje Thelin. Zwischen 1972 und 1977 war er auch Mitglied der Rockjazz-Band Magog; diese international sehr erfolgreiche Schweizer Gruppe spielte etwa auf dem Jazz Festival Montreux 1972 und 1974, auf weiteren europäischen Festivals (Châteauvallon, Alassio, Bologna, Bergamo, Ljubljana, Přerov, Brno, Zürich, Willisau).
Zwischen 1978 und 1990 arbeitete er in der Schweiz, Deutschland, Italien, Österreich und Frankreich mit z. B. dem Tete Montoliu Trio, Horace Parlan Trio, Benny Bailey Quintett, Dusko Goykovich Quintett, George Robert Quartett, Jimmy Woode Trio, Clark Terry, Dee Dee Bridgewater, Curtis Fuller oder dem Sal Nistico/Rachel Gould Quintett. 1989 war er an der Schweizer TV-Produktion Jazz In mit Cedar Walton, Andy Scherrer, Gary Burton und Marc Johnson beteiligt. Anlässlich der 700-Jahr-Feier der Schweiz 1991 war er auf Welttournee mit dem George Robert Quartett (teilweise inklusive Clark Terry) durch 13 Länder (USA, Kanada, Philippinen, Indonesien, Bali, Singapur, Malaysia, Indien, Thailand, Dubai und Abu Dhabi). Auch später kam es zu Tourneen mit Benny Bailey, Tom Kirkpatrick, William Evans, Clark Terry, dem George Robert Quartett, Hans Kennel, Paul Haag, Mark Soskin, Franco Ambrosetti und Buddy DeFranco. Seit 2002 war er festes Mitglied des Trios von Thierry Lang Trios; zwischen 2003 und 2007 war er an der Einspielung von fünf CDs auf dem Jazzlabel Blue Note Records mit dem Thierry Lang Trio plus Gästen (Andy Scherrer, Paolo Fresu, Didier Lockwood, Olivier Ker Ourio, George Robert und Heiri Känzig) beteiligt. 2004 kam es auch zur Aufnahme einer CD mit Carlo Schöb, Peter Eigenmann und Isla Eckinger.
1991 gründete er die TCB Music SA, Montreux („TCB – The Montreux Jazz Label“), wo er über 200 Produktionen herausgab und international vertrieb. Im gleichen Jahr wurde er Veranstalter der ersten TCB-Night am Montreux Jazz Festival für Claude Nobs; er produzierte dort auch die TCB-Night 1999. Ab 2000 konzipierte er den ‘Swiss Jazz Club’ an der Midem, der weltweit grössten Musikmesse, machte Programmation und Präsentation dieses Clubs während fünf Jahren. Ab 2001 kam es zur Kreation von ‘Ollon du Jazz’ (mit Thierry Lang und Yvan Ischer), einem dreitägigen, hochkarätigen Festival in der Nähe von Montreux. 2000 bis 2003 war er Jurymitglied des ‘Chrysler Jazz Awards’ am Montreux Jazz Festival. 2004 veranstaltete er erstmals das Ollon du Jazz Festivals in Riehen (Basel).
Im 2002 wurde er Mitglied des Vorstandes des ‘SMS’, dem Verein der Schweizer Jazz- und improvisierenden Musiker, sowie Nachfolger von Claude Nobs im Stiftungsrat der Suisa Stiftung für Musik.
Schmidlin erhielt 1998 den Preis der SUISA-Stiftung für Musik für seine Tätigkeiten als Musiker und CD-Produzent.

## Diskographie (Auswahl)
- MAGOG live at the Montreux Jazz Festival 1974 (Evasion)
- Pedro Y Antonia – Hugo Heredia Quintett (Ariston 1974)
- Mananita Pampera – Hugo Heredia (Cote d’Azur 1976)
- Gianni Basso Quartett (Dire 1976)
- Franco Ambrosetti Quartett (Dire 1977)
- 88 Up Right, Gene Rodgers trio (International Record Center 1982)
- Swiss Radio Jazz Live concert series Volumes 1–3 (TCB 1988)
- Cojazz (TCB 1989)
- George Robert/Clark Terry Quintett (Mons 1993)
- Cojazz feat. Gianni Basso (TCB 2000)
- The Winners (TCB 2000)
- Reflections Volume 1–3, Thierry Lang (Blue Note 2004)
- Tribute to Jimmy Woode mit Goykovich/McGhee etc, live in Geneva (Sound Hills, Japan)
- Wing Span – George Robert etc. (Blue Note 2006)

## Lexigraphische Einträge
- Martin Kunzler: Jazz-Lexikon. Band 2: M–Z (= rororo-Sachbuch. Bd. 16513). 2. Auflage. Rowohlt, Reinbek bei Hamburg 2004, ISBN 3-499-16513-9.